# Henry Herbert, 4. Earl of Carnarvon

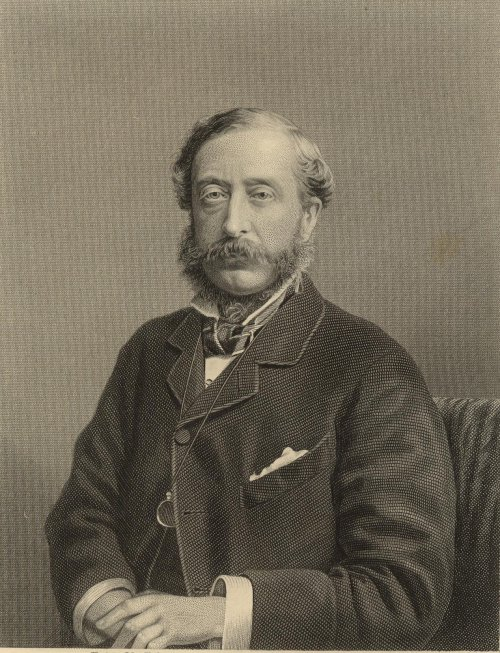
Henry Herbert, 4. Earl of Carnarvon

Henry Howard Molyneux Herbert, 4. Earl of Carnarvon PC DL FSA FRS (* 24. Juni 1831 in London; † 29. Juni 1890 ebenda), war ein britischer Politiker und führendes Mitglied der Conservative Party. Er war zweimal Kolonialminister (Secretary of State for the Colonies) und außerdem Lord Lieutenant of Ireland.

## Leben
Er wurde am Grosvenor Square in London als ältester Sohn von Henry Herbert, 3. Earl of Carnarvon, und dessen Frau Henrietta Anna, Tochter des Lord Henry Howard-Molyneux-Howard, geboren. Als Heir apparent seines Vaters führte er von 1833 bis 1849 den Höflichkeitstitel Lord Porchester. Er besuchte das Eton College und studierte danach am Christ Church College der University of Oxford. 1849 erbte er beim Tod seines Vaters dessen Adelstitel als Earl of Carnarvon und wurde dadurch Mitglied des House of Lords. Er vollendete die Bauarbeiten am Highclere Castle, einem Neo-Renaissanceschloss, in Hampshire südwestlich von London. 
Carnarvon diente von 1858 bis 1859 unter Lord Derby als Unterstaatssekretär für die Kolonien. Im Jahre 1866 wurde er in den Privy Council berufen und als Nachfolger von Edward Cardwell zum Secretary of State for the Colonies berufen. 1867 führte er den British North America Act ein, welcher Kanada eine größere Autonomie zugestand. Im gleichen Jahr trat er zurück. 1874 kehrte er in das Amt zurück. 1878 trat er erneut zurück, da er in einem drohenden Krieg nicht an der Seite der Türkei Krieg führen wollte. 1885 wurde er Lord Lieutenant of Ireland.

## Familienleben
Lord Carnarvon war in erster Ehe mit Lady Evelyn, Tochter des George Stanhope, 6. Earl of Chesterfield, verheiratet. Mit ihr hatte er die Töchter Winifred, Margaret, und Victoria und den Sohn George, den 5. Earl of Carnavon. Die älteste Tochter Winifred heiratete in zweiter Ehe Lord Burghclere und war die Mutter von Evelyn Gardner, der ersten Frau des Schriftstellers Evelyn Waugh. Margaret heiratete den Verleger George Herbert Duckworth, den Halbbruder von Virginia Woolf und Vanessa Bell.  
Nach ihrem Tod 1875 heiratete er 1878 in zweiter Ehe seine Cousine Elizabeth Catherine, Tochter des Politikers Henry Howard. Mit ihr hatte er zwei Söhne, Aubrey und Mervyn. Aubrey war der Vater von Laura Herbert, der zweiten Frau Evelyn Waughs. Lord Carnarvon starb 59-jährig am 29. Juni 1890 am Portman Square in London. Seine zweite Frau überlebte ihn um 39 Jahre und starb im Februar 1929 im Alter von 72 Jahren.

## Ehrungen
Die Siedlung Carnarvon in Neuseeland ist nach ihm benannt. Auch das Städtchen Carnarvon in Westaustralien  wurde nach ihm benannt. Ebenso tragen das Carnarvonbecken und die Carnarvon Range in Australien seinen Namen.